# Josef Sakař (historik)
Josef Sakař (29. duben 1870, Týn nad Vltavou – 25. listopad 1937, Praha) byl český katolický kněz, středoškolský pedagog a historik.

## Život
Narodil se v rodině panského zahradníka v zámku Týn nad Vltavou Antonína Sakaře a jeho druhé manželky Anny Hallové. Měl šest starších sourozenců z otcova prvního manželství.
Po obecné škole v Týnu nad Vltavou absolvoval gymnázium v Českých Budějovicích. Maturitu složil v roce 1891. Studoval na Katolická teologické fakultě c. k. české Karlo–Ferdinandovy university. 14. července 1895 byl vysvěcen na kněze v chrámu sv. Salvátora.
Poté studoval dějepis a zeměpis na filosofické fakultě, kde jej ovlivnil Jaroslav Goll. V roce 1899 složil státní zkoušku a získal oprávnění vyučovat na vyšších středních školách.
Po absolutoriu učil jeden rok na reálce v Mladé Boleslavi. V letech 1901-1903 působil na pardubické reálce. V letech 1903-1907 učil na státním gymnáziu v Třeboni. Pak se vrátil na pardubickou reálku, kde působil až do odchodu na odpočinek.
V roce 1927 se odstěhoval do Prahy, kde pracoval na svých stěžejních dílech.
Zemřel náhle 25. listopadu 1937 ve svém tehdejším bytě v Praze na Vinohradech. 1. prosince 1937 byl pohřben v rodinné hrobce v Týně nad Vltavou.

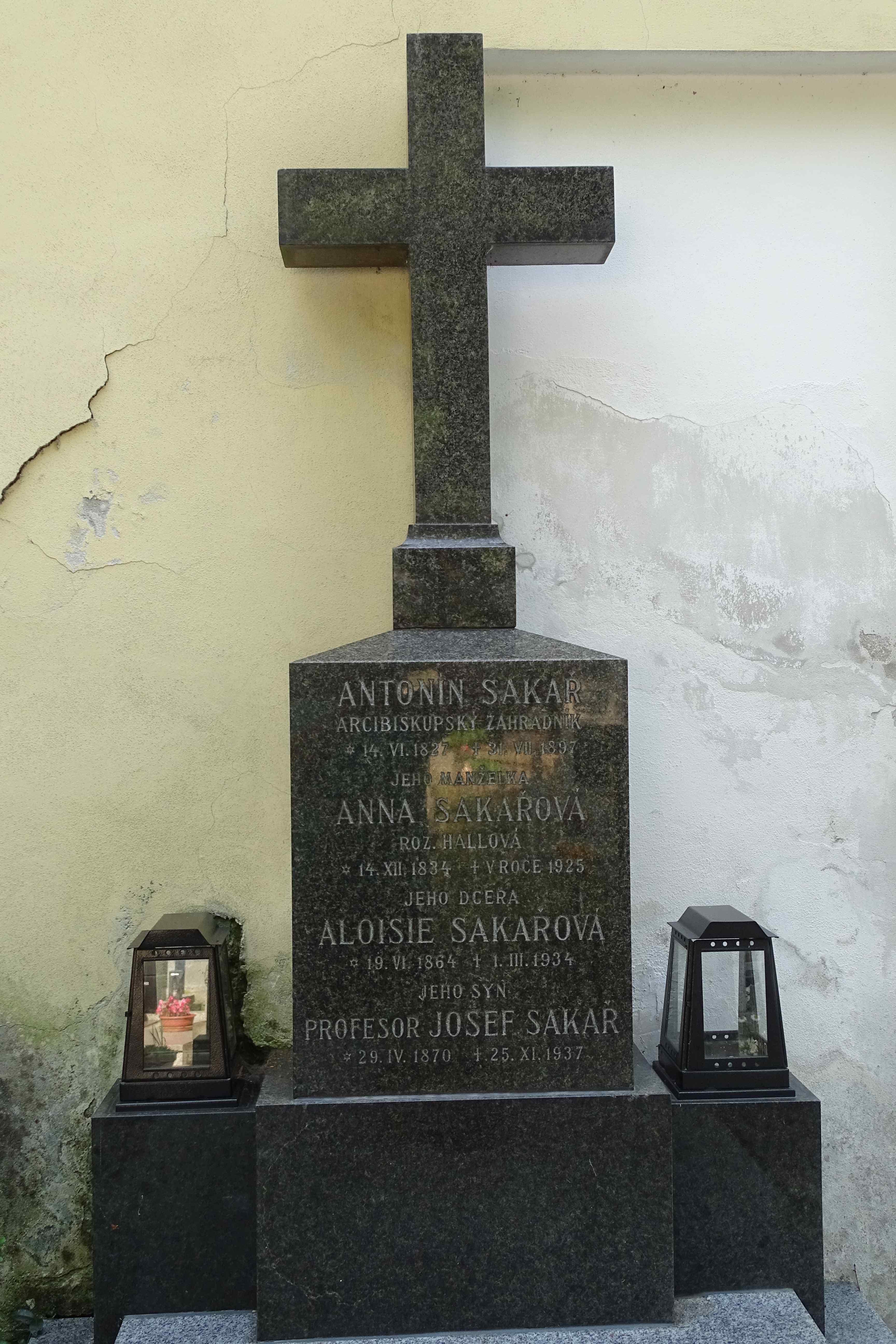
Hrob Josefa Sakaře v Týně nad Vltavou

Byl členem následujících spolků:
- Společnost přátel starožitností
- Hrob Josefa Sakaře v Týně nad VltavouKlub českých turistů

## Dílo
Je autorem dvou rozsáhlých historických děl: Dějiny hradu a města Týna nad Vltavou a okolí a Dějiny Pardubic nad Labem.
Byl předsedou pardubické městské památkové komise a člen pardubického Muzejního spolku. V těchto funkcích pozitivně ovlivnil celou řadu rozhodnutí městské rady.

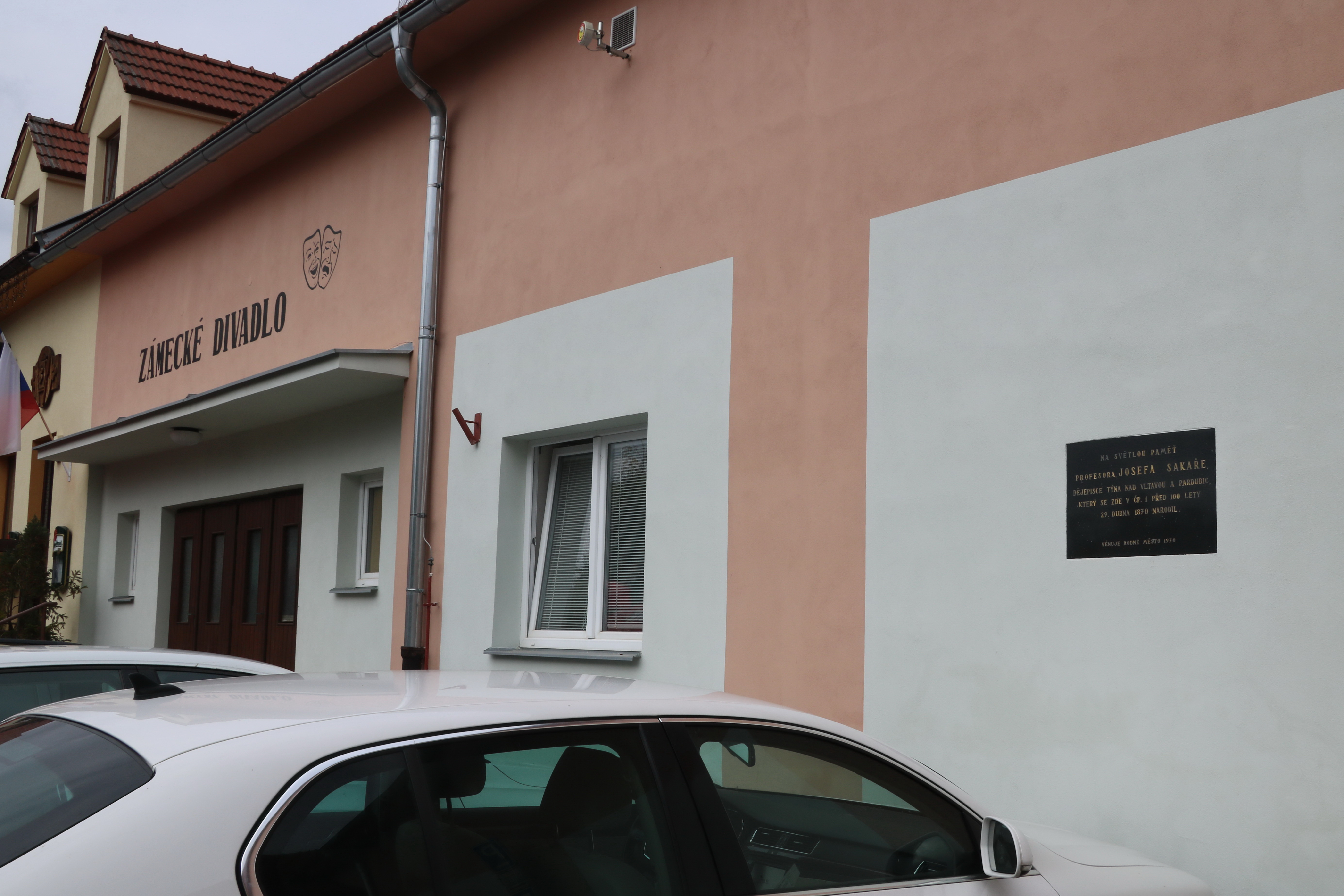
Pamětní deska Josefa Sakaře v Týně nad Vltavou

### Ocenění díla
- 1925 jmenován čestným členem Klubu Za starou Prahu
- 1927 čestné občanství města Pardubic [4]
- v Pardubicích je po něm pojmenována Sakařova ulice.
- v Týně nad Vltavou je po něm pojmenována Sakařova ulice.

## Spisy

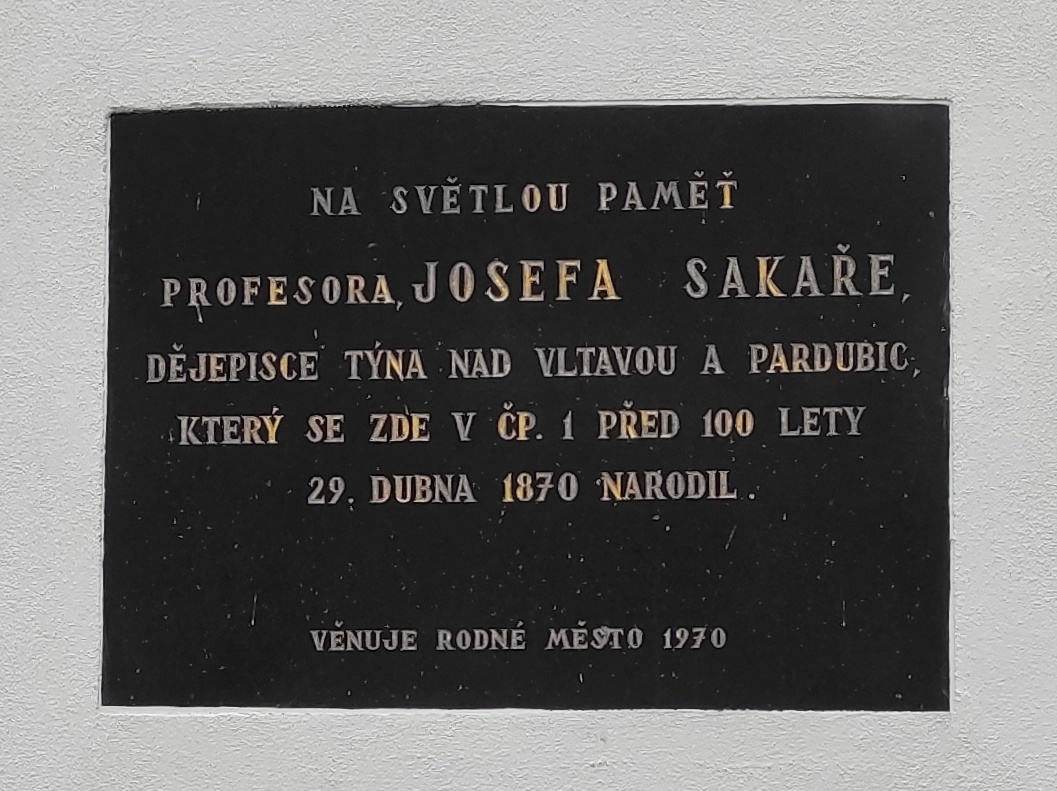

- Dějiny pardubských škol, Pardubice, 1913
- Dějiny hradu a města Týna nad Vltavou a okolí, 4 díly, Týn nad Vltavou : Bohuslav Kučera, 1906-1937
- Dějiny Pardubic nad Labem, 5 dílů, Pardubice : nákladem města Pardubice, 1920-1935. Dostupné online.